# Synclerostola vaga
Synclerostola vaga là một loài bướm đêm trong họ Noctuidae.